# اولدژو
اولدژو (روسی: Ольджо) یک رودخانه در یاقوتستان کشور روسیه است.